# Charles Errard l'Ancien
Charles Errard dit l'Ancien est un peintre ordinaire du roi, architecte des fortifications de Bretagne, né à Bressuire en 1570, et mort en 1628.

## Biographie
Charles Errard l'Ancien, né à Bressuire en 1570, est le fils d'Hector Errard (vers 1538-1611) et Claudon Mouzin (ou Mangin). Il est le neveu de Jean Errard de Bar-le-Duc.
Charles Errard s'est formé à la peinture auprès de François Bunel.
Il s'est fixé à Nantes après la soumission du duc de Mercœur, en 1598.
Charles Errard s'est marié avec Jeanne Cremé dont il a eu au moins trois enfants :  Paul Errard , Anne Errard qui a été mariée à Jérôme Bachot, et Charles Errard (Nantes, 1606-Rome, 1689), peintre, un des douze anciens de l'Académie royale de peinture et de sculpture instituée en 1648.
En 1614, il est présenté à Louis XIII alors de passage à Nantes. Cependant, étant calviniste, il ne peut accéder à un emploi public. Il abjura peu après le protestantisme et a reçu du roi le 1er mars 1615 ses lettres le nommant architecte des fortifications et réparations des villes de Bretagne, en remplacement de Jean Guilbaud et aux gages de 500 livres par an. Il s'est démis de ses fonctions en 1621 au profit de son gendre, Jérôme Bachot, et a été nommé peintre ordinaire du roi.
Il s'est rendu à Paris où il a gagné la confiance du cardinal de Richelieu et a été nommé architecte ordinaire du roi.
D'après Frédéric Villot, cité par Auguste Jal, Claude Lorrain se rendant à Rome aurait rencontré Charles Errard avec son père et son frère Paul à Marseille, avant d'arriver à Rome le jour de la Saint-Luc, le 18 octobre 1627. On ne sait pas à quelle date exacte Charles Errard l'Ancien revient en France, mais il meurt en octobre 1608 à Nantes.

## Œuvres
Pratiquement aucune œuvre de Charles Errard l'Ancien ne subsiste. Des peintures sont connues par des marchés :
- Portrait équestre de Louis XIII pour être placé dans le bureau de la Chambre des comptes de Nantes, qui lui est payé 200 livres ;
- Portrait d'Hercule de Rohan, duc de Montbazon, gouverneur de Bretagne, pour la grande salle de l'hôtel de ville ;
- quelques portraits des maires de Nantes ;
- des peintures pour l'abside romane de la cathédrale de Nantes et représentant, notamment, la Transfiguration, en 1620.

Un seul tableau est conservé : Notre Seigneur remettant les clefs à saint Pierre dont le marché a été passé en 1618. Il a été déposé dans la cathédrale de Nantes.